# Вила Сан Ђовани
Вила Сан Ђовани (итал. Villa San Giovanni) је насеље у Италији у округу Ређо ди Калабрија, региону Калабрија.
Према процени из 2011. у насељу је живело 12960 становника. Насеље се налази на надморској висини од 31 м.

## Становништво
| 1931. | 1936. | 1951.  | 1961.  | 1971.  | 1981.  | 1991.  | 2001.  | 2011.  |
| ----- | ----- | ------ | ------ | ------ | ------ | ------ | ------ | ------ |
| 9.518 | 9.735 | 10.062 | 11.050 | 11.137 | 12.394 | 12.785 | 13.119 | 13.395 |